# Henry Labouchère, 1. Baron Taunton

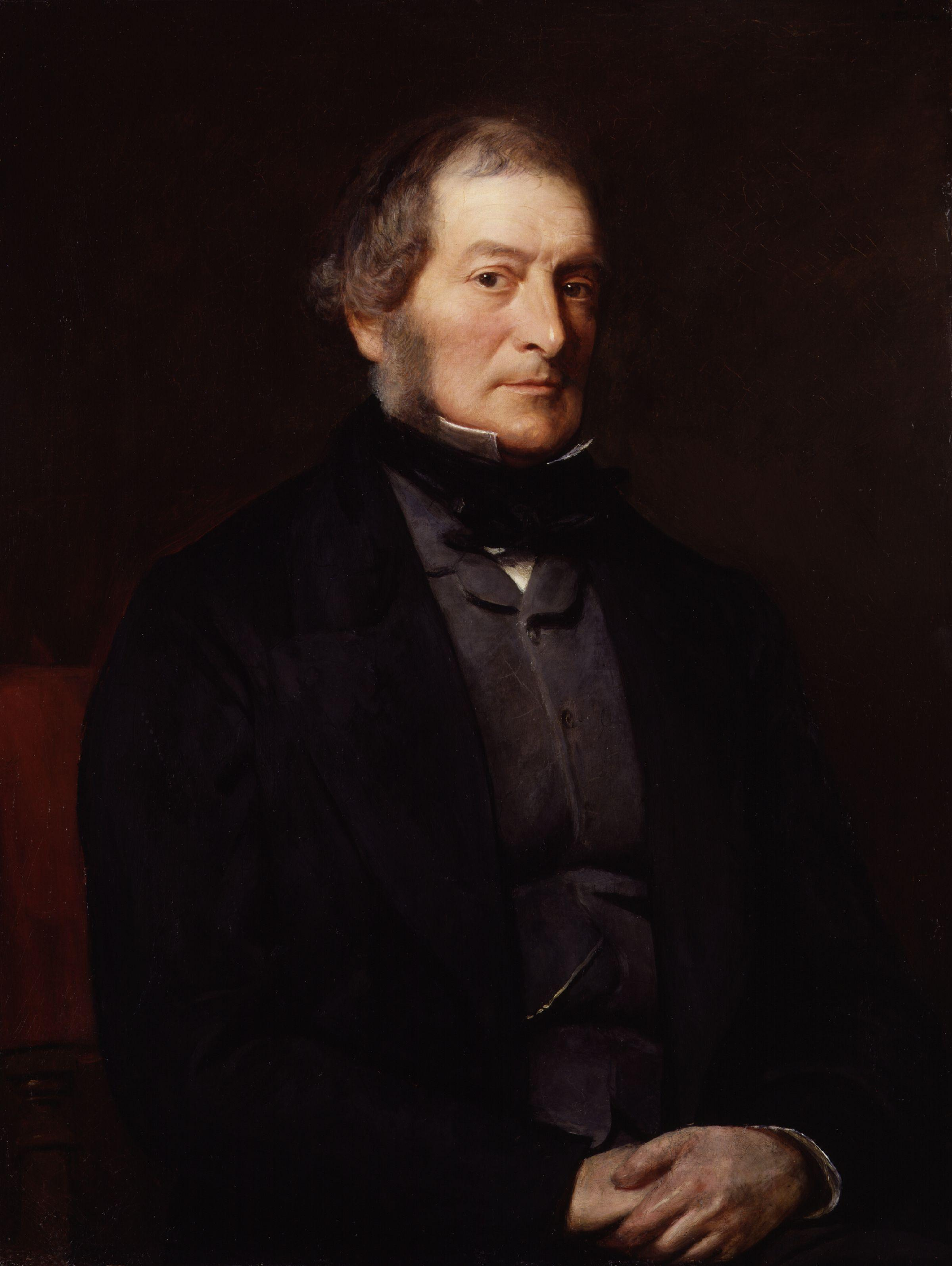
Henry Labouchère, 1. Baron Taunton

Henry Labouchère, 1. Baron Taunton PC (* 15. August 1798 in Quantock Lodge, Over Stowey, Somerset; † 13. Juli 1869 ebenda) war ein britischer Staatsmann.
Henry Labouchère war Sohn eines französischen Royalisten und wurde in Winchester und Oxford erzogen. Er machte nach dem Tod seines Vaters mehrere große Reisen und wurde 1826 zunächst für den Wahlkreis Mitchell, zwei Jahre später dann für Taunton, Mitglied des House of Commons. Von 1832 bis November 1834 war er Lord der Admiralität, 1835 Vizepräsident des Board of Trade und Münzmeister der Royal Mint, 1839 Unterstaatssekretär für die Kolonien und bis zum September 1841 Präsident des Handelsministeriums.
Nach Rückkehr der Whigs an die Regierung war er vom Juli 1846 bis Juli 1847 Chief Secretary for Ireland. Hierauf übernahm er wieder den Vorsitz im Board of Trade und leitete, nach einer weiteren Zeit seiner Partei in der Opposition, im ersten Kabinett Palmerston vom November 1855 bis 1858 das Amt des Kolonialministers (Secretary of State for the Colonies). Labouchère gehörte stets den Whigs an, unterstützte namentlich die Aufhebung der Korngesetze und wurde 1859 zum Baron Taunton, of Taunton in the County of Somerset, erhoben und wechselte damit in das House of Lords.
Er starb 1869 ohne männliche Erben, worauf die Baronie erlosch. Henry du Pré Labouchère war sein Neffe und erbte einen Teil seines Vermögens.